# Ihor Beresowskyj
Ihor Olehowytsch Beresowskyj (ukrainisch Ігор Олегович Березовський, wiss. Transliteration Ihor Olehovyč Beresovsʹkyj; * 24. August 1990 in Kirowohrad, Ukrainische SSR, Sowjetunion) ist ein ehemaliger ukrainischer Fußballspieler in der Position des Torwarts.

## Karriere

### Verein
Beresowskyj begann seine Fußballlaufbahn beim ukrainischen Verein Olimpik Kirowohrad. 2008 unterschrieb er seinen ersten Profivertrag beim FK Sirka Kirowohrad. Nach zwei Jahren wechselte er zu Obolon Kiew, wo er in drei Saisons 24 Ligaspiele bestritt. Anfang 2013 wechselte er nach Polen zu Legia Warschau. Bereits im Sommer 2013 zog er weiter zu Lierse SK nach Belgien, nachdem er in Warschau nicht zum Einsatz kam. Für Lierse stand er in 25 Ligaspielen zwischen den Pfosten. 2015 folgte eine kurze Leihe zur VV St. Truiden, für die er vier Spiele bestritt. 2016 unterschrieb Beresowskyj einen Vertrag beim Bundesligisten SV Darmstadt 98. Nachdem der Verein zum Abschluss der Saison 2016/17 absteigen musste, wurde der Vertrag von Beresowskyj nicht verlängert. Im Februar 2019 kehrte er für die verbleibenden Spiele der Saison 2018/19 erneut zu den Lilien zurück. Kurz nach Beginn der neuen Zweitliga-Saison bekam Beresowskyj einen erneuten Einjahresvertrag in Darmstadt als Ersatzkeeper hinter dem verletzten Marcel Schuhen und Florian Stritzel, wurde jedoch nie eingesetzt. Seit Juli 2020 war er vereinslos und beendete zu Jahresbeginn 2021 seine Torhüterkarriere.

### Nationalmannschaft
Beresowskyj bestritt am 5. Juni 2011 gegen Frankreich ein Spiel für die U-20-Nationalmannschaft. Drei Monate später gab er sein Debüt in der U-21-Nationalmannschaft, für die er bis 2012 insgesamt 12 Spiele im Tor stand, darunter fünf Freundschaftsspiele und sieben Spieler in der Qualifikation zur U-21-Fußball-Europameisterschaft 2013 in Israel, welche die Ukraine verpasste.

## Nach der Karriere
Beresowskyj lebt aktuell mit seinem Bruder, seinen Eltern und einer Großmutter in seiner Geburtsstadt Kropywnyzkyj. Er arbeitet in der Kiewer Immobilienwirtschaft.

## Privates
Beresowskyjs Vater war als Volleyballspieler aktiv.